# Metaxidius
Metaxidius is een geslacht van kevers uit de familie van de loopkevers (Carabidae). De wetenschappelijke naam van het geslacht is voor het eerst geldig gepubliceerd in 1852 door Chaudoir.

## Soorten
Het geslacht Metaxidius is monotypisch en omvat slechts de volgende soort:
- Metaxidius brunnipennis Chaudoir, 1852